# جین الکساندر
جین الکساندر (انگلیسی: Jane Alexander؛ زاده ۲۸ اکتبر ۱۹۳۹) هنرپیشه اهل ایالات متحده آمریکا است. وی از سال ۱۹۷۰ میلادی تاکنون مشغول فعالیت و چهار مرتبه نامزد جایزه اسکار بازیگری شده است.
از فیلم‌هایی که وی در آن نقش داشته‌است، می‌توان به نابودگر: رهایی، کرامر علیه کرامر، حلقه، همه مردان رئیس‌جمهور، خز، متولدنشده، بگو که دوستم داری، رقص محلی آمریکا، بتسی و افتخار اشاره کرد.